# Bloomingburg (Ohio)
Bloomingburg ist ein Village im Fayette County, Ohio, Vereinigte Staaten. Der größte Teil von Bloomingburg liegt im Südosten von Paint Township. Der Ort hatte im Jahr 2000 bei der Volkszählung 874 Einwohner.

## Geographie
Bloomingburgs geographische Koordinaten sind 39° 36′ N, 83° 24′ W (39,607052, −83,394692). Der Ort liegt östlich des East Fork Paint Creeks inmitten von Feldern und Wiesen. Die Ohio State Route 38 führt durch den Ort, deren Zweigstrecke Ohio State Route 238 hat hier ihren nördlichen Endpunkt.
Nach den Angaben des United States Census Bureaus hat der Ort eine Fläche von 1,8 km², darunter sind keine nennenswerten Wasserflächen.

## Demographie
Zum Zeitpunkt des United States Census 2000 bewohnten Bloomingburg 874 Personen. Die Bevölkerungsdichte betrug 482,1 Personen pro km². Es gab 332 Wohneinheiten, durchschnittlich 183,1 pro km². Die Bevölkerung Bloomingburgs bestand zu 92,33 % aus Weißen, 4,81 % Schwarzen oder African American, 0,23 % Native American, 0 % Asian, 0 % Pacific Islander, 1,95 % gaben an, anderen Rassen anzugehören und 0,69 % nannten zwei oder mehr Rassen. 3,78 % der Bevölkerung erklärten, Hispanos oder Latinos jeglicher Rasse zu sein.
Die Bewohner Bloomingburgs verteilten sich auf 309 Haushalte, von denen in 41,4 % Kinder unter 18 Jahren lebten. 52,1 % der Haushalte stellten Verheiratete, 12,6 % hatten einen weiblichen Haushaltsvorstand ohne Ehemann und 28,2 % bildeten keine Familien. 22,7 % der Haushalte bestanden aus Einzelpersonen und in 8,1 % aller Haushalte lebte jemand im Alter von 65 Jahren oder mehr alleine. Die durchschnittliche Haushaltsgröße betrug 2,78 und die durchschnittliche Familiengröße 3,18 Personen.
Die Bevölkerung verteilte sich auf 30,9 % Minderjährige, 10,6 % 18–24-Jährige, 30,2 % 25–44-Jährige, 19,6 % 45–64-Jährige und 8,7 % im Alter von 65 Jahren oder mehr. Das Durchschnittsalter betrug 30 Jahre. Auf jeweils 100 Frauen entfielen 100,5 Männer. Bei den über 18-Jährigen entfielen auf 100 Frauen 104,1 Männer.
Das mittlere Haushaltseinkommen in Bloomingburg betrug 31.346 US-Dollar und das mittlere Familieneinkommen erreichte die Höhe von 31.979 US-Dollar. Das Durchschnittseinkommen der Männer betrug 25.595 US-Dollar, gegenüber 20.855 US-Dollar bei den Frauen. Das Pro-Kopf-Einkommen belief sich auf 12.281 US-Dollar. 16,0 % der Bevölkerung und 11,1 % der Familien hatten ein Einkommen unterhalb der Armutsgrenze, davon waren 20,6 % der Minderjährigen und 9,6 % der Altersgruppe 65 Jahre und mehr betroffen.